# Gualtiero Galmanini

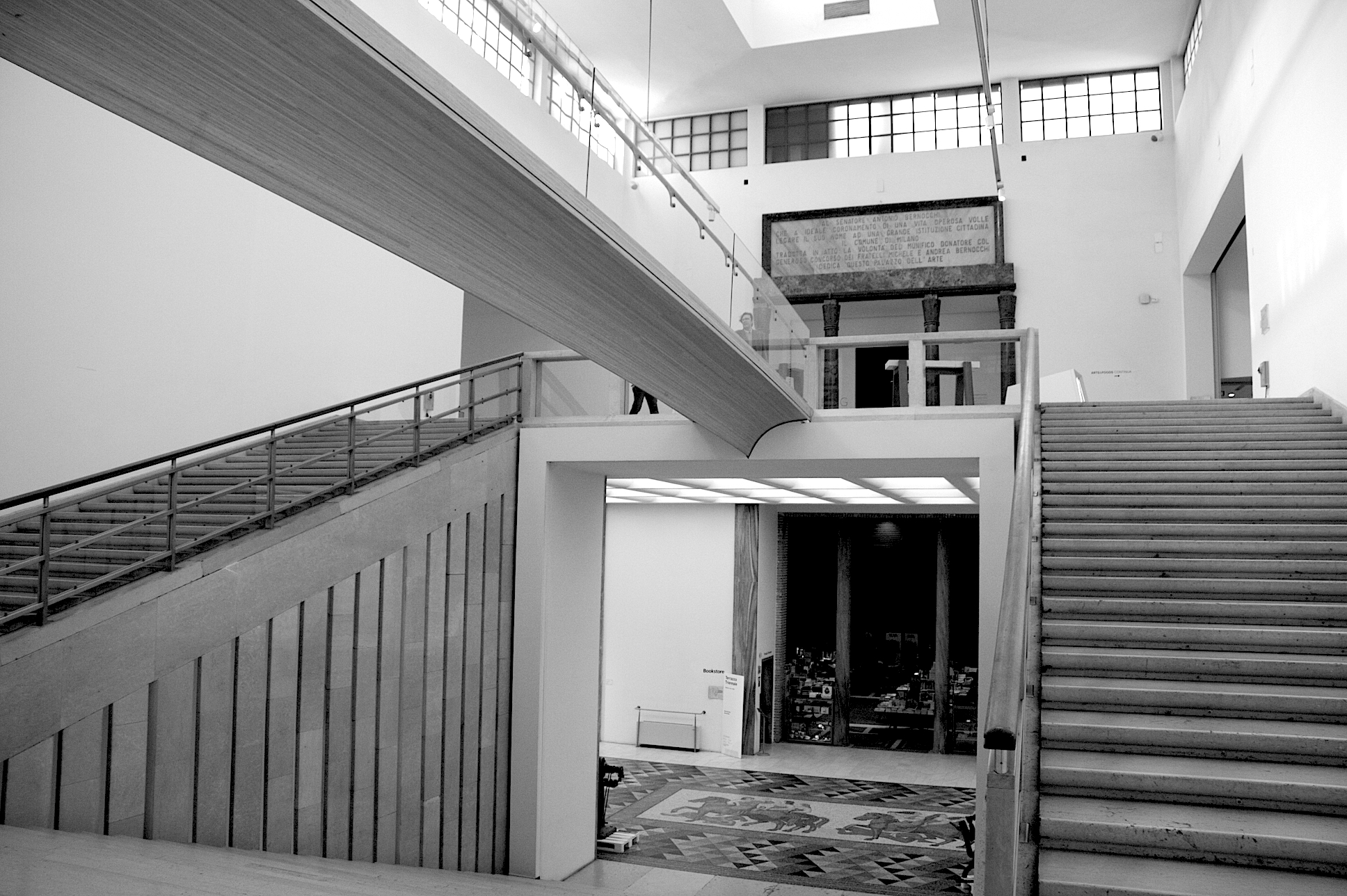
Galmanini, Scalone d'Onore della Triennale di Milano, 1947

Gualtiero Galmanini (Monza, 28 novembre 1909 – Lido di Venezia, 29 giugno 1976) è stato un architetto e designer italiano, che partecipò attivamente alla rinascita del design italiano del dopoguerra, medaglia d’oro dell'Architettura Italiana.

## Biografia
Gualtiero Galmanini 
studia a Milano laureandosi al Regio Istituto Tecnico Superiore (il futuro Politecnico), e iniziando contemporaneamente l'attività professionale e la carriera accademica, Durante la Seconda guerra mondiale Galmanini presta servizio militare come ufficiale nel Genio.. Dopo la guerra riprende l'attività professionale, continuando a progettare.
Galmanini è considerato uno dei primari designer del Novecento, esponente del razionalismo italiano, la sue opere sono caratterizzata dal "rigore geometrico e dall’alternanza tra solidità e trasparenza, in strutture in cui vetro, cemento e metallo concorrono a creare spazi, volumi e giochi di luci e ombre".
Nel 1947 gli viene conferito il massimo riconoscimento italiano per il design, la Medaglia d'oro all'architettura italiana dalla Triennale di Milano con il BIE - Bureau international des Expositions.

## Opere

### Oggetti di Design
- "Lampadario a tre fiamme su disegno", 1940, in legno, ottone e corda, con tre paralumi a lanterna in vetro opalino (diam. cm 60), battuto casa d'aste Il Ponte nel 2013
- "Galmanino", Appendiabiti da parete su disegno, 1945, in legno a otto ganci (cm 242,5x18), battuto casa d'aste Il Ponte nel 2013
- "Lampadario cielo stellato", su disegno unico, 1972, in legno su soffitto

### Installazioni e progetti
- 1927 Teatro dell'Arte della Triennale di Milano[4], con Giovanni Muzio.
- 1947 Scalone d'onore della Triennale di Milano[5], Triennale di Milano[6].

### Architetture e interni
- 1935-1939 Studio Galmanini, in Corso Matteotti a Milano
- 1939-1941 Mensa, biblioteca e abitazioni per i dipendenti di un cotonificio con l'ingegner Bruno Sirtori, Sondrio[7].
- 1953-1956 Palazzo Galmanini Portaluppi, in Viale Beatrice d'Este, 23 a Milano
- 1955-1956 Villa La Vescogna (restauro), in Calco Lago di Como
- 1953-1956 Villa Plinii con Piero Portaluppi Lago di Como
- 1960-1966 Progetto del Banco Ambrosiano di Milano, Piazza Ferrari 10, con Piero Portaluppi e Bruno Sirtori 1960-1966[8].
- 1939-1941 Habitat, Biblioteca della grotta per un pezzo di legno, con Bruno Sirtori, Sondrio[9].
- 1955-1958 Palazzo degli Arredi, Lissone[10] ETH-Bibliothek, Biblioteca di Zurigo, Svizzera.
- 1958 Stazione Rifornimento Carburanti (ex), Piazzale Antonio Gramsci 17 - Mantova[2].

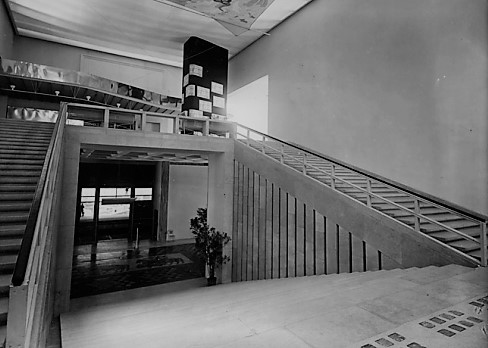
Galmanini, Triennale di Milano (1947)
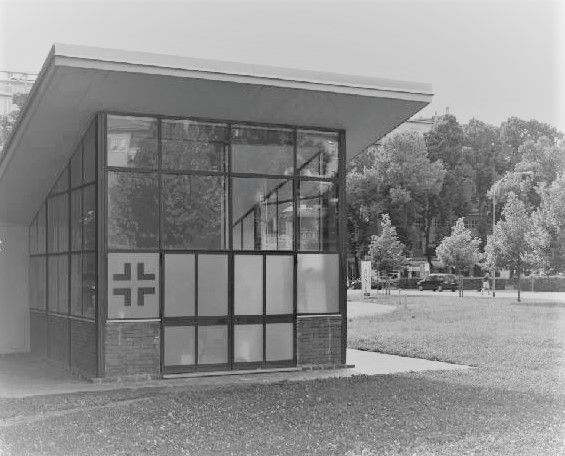
Galmanini design (1958)
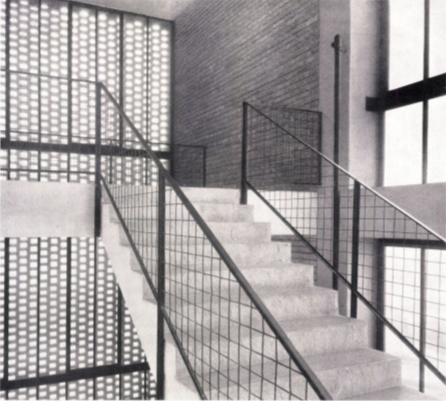
Le scale di Galmanini. Sezione della tromba delle scale, dettagli (1955)
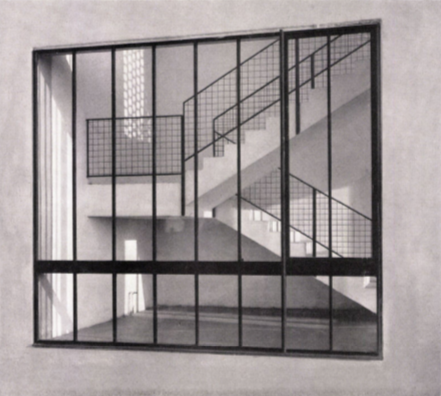
Scale di Galmanini. Veduta della scala, progettata nel 1955 Centro del Mobile, Lissone, Italia
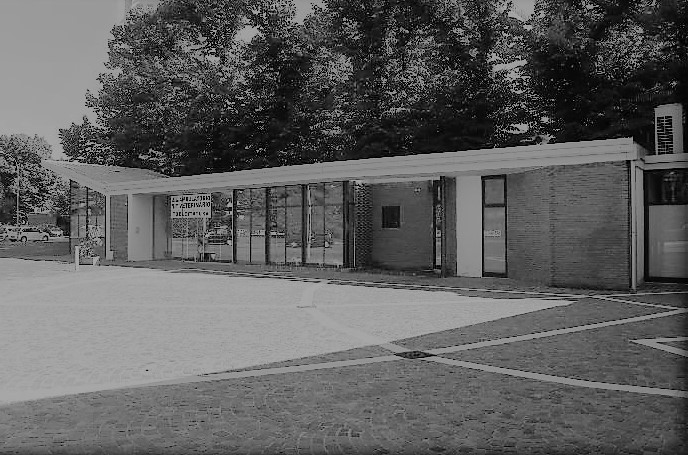
Galmanini, Stazione di rifornimento (ex), Mantova, Italia (1958)